# Eems Energy Terminal
Eems Energy Terminal BV är en flytande LNG-terminal i Eemshaven i Nederländerna. Den drivs av ett dotterbolag till statliga nederländska Gasunie och sattes i drift i september 2022.
LNG-terminalen använder sig av två FSRU:er: Eemshaven LNG installation och Golar Igloo.
Rysslands invasion av Ukraina i februari 2022 ledde till osäkerhet beträffande Europas import av naturgas. Belgiska Exmar kom i mars 2022 överens med Gasunie om en femårig uthyrning av den 120 meter långa, pråmbaserade, Liberia-flaggade, flytande LNG-terminalen FSRU S188, byggd 2017. Denna hade tidigare använts i Bangladesh på ett uthyrningskontrakt för energiföretaget Gunvor. 
I maj 2022 kontrakterade Gasunie en andra FSRU till Eemshaven på fem år från New Fortress Energy. De båda enheterna har tillsammans en processkapacitet på 8 miljarder kubikmeter per år.